# Takifugu coronoidus
Takifugu coronoidus is een straalvinnige vissensoort uit de familie van kogelvissen (Tetraodontidae). De wetenschappelijke naam van de soort is voor het eerst geldig gepubliceerd in 1992 door Ni & Li.